# Cantó de La Désirade
El cantó de la Désirade és una divisió administrativa francesa situat al departament de Guadalupe a la regió de Guadalupe.

## Composició
El cantó comprèn la comuna de la Désirade.

## Administració
| Període                                  | Identitat | Partit        | Qualitat |
| ---------------------------------------- | --------- | ------------- | -------- |
| 2004-                                    | René Noël | Divers droite |          |
| Les dades anteriors no són pas conegudes |           |               |          |